# Air Jamban
Air Jamban is een bestuurslaag in het regentschap Bengkalis van de provincie Riau, Indonesië. Air Jamban telt 36.808 inwoners (volkstelling 2010).